# Baptyści w Grecji
Baptyści w Grecji stanowią stosunkowo niewielki odsetek głównie prawosławnego społeczeństwa.
Są jednym z trzech głównych wyznań protestanckich w kraju, obok kalwinizmu i licznych wspólnot pentekostalnych.
Obecnie w Grecji działalność prowadzi Wolny Kościół Ewangelicki (nie mylić z kalwińskim Kościołem Ewangelickim Grecji) który jest unią niezależnych zborów protestanckich, głównie o orientacji baptystycznej, a także braterskiej. Liczy 60 zborów w Grecji oraz 3 w Australii i 2 w Kanadzie.
Ponadto w Grecji działalność prowadzi kilka zborów niezależnych, a w Atenach i Salonikach działalność prowadzą zbory podległe Międzynarodowej Konwencji Baptystycznej.
Wolny Kościół Ewangelicki w Grecji został powołany w roku 1886 na Krecie. W roku 2001 liczył 4000 członków i 5500 wiernych.